# 住吉 (浜松市)
住吉（すみよし）は静岡県浜松市中央区の町名。現行行政地名は住吉一丁目～住吉五丁目。住居表示実施済。

## 地理
町内の中央を南北に住吉バイパスが通る。東は高林一丁目・四丁目・五丁目、西は和合北一丁目・和合町・和地山二丁目、北は幸一丁目・二丁目、中沢町と接する。

### 学区
- 浜松市立城北小学校
- 浜松市立高台中学校

## 歴史
もともとは浜名郡和地村の入会地であった。和地村の山、つまり和地山と呼ばれ現在の和地山に加えて幸及び住吉も含まれていた。しかし、大正時代に入り現在の和地山が他に先行して浜松市に合併したことから、町名をめぐり論争が巻き起こった。その後、残りの地域も合併し、1940年に住吉と命名された。

### 町名の由来
住みよい町にしようという思いと、当時の市議会議員が大阪市住吉区の繁栄に思いを寄せたことから。

### 沿革
- 1973年（昭和48年）8月1日 - 城北二丁目・住吉町・高林町・中沢町の各一部を合わせて住吉一丁目が、住吉町及び高林町の各一部を合わせて住吉二丁目・住吉四丁目が、住吉町の一部から分立して住吉三丁目・住吉五丁目が成立[WEB 8]。
- 1985年（昭和60年）6月1日 - 住吉四丁目が高林町の一部を編入。また、高林町、住吉四丁目の各一部及び住吉町を合わせて高林四丁目が成立。なお、住吉町は消滅した。
- 2007年（平成19年）4月1日 - 浜松市が政令指定都市となる。住吉は中区の一部となる。
- 2024年（令和6年）1月1日 - 浜松市の行政区再編により、住吉は中央区の一部となる。

## 施設
- ヒーローズ保育園住吉園
- 浜松市立城北小学校
- 浜松市立高台中学校
- 静岡県立浜松城北工業高等学校
- 学校法人興誠学園（浜松学院大学短期大学部、浜松学院大学付属幼稚園）
- 静岡県警察浜松中央警察署
- 静岡県警察浜松中央警察署北部交番
- 浜松市消防局中消防署高台出張所
- 浜松市上下水道部住吉庁舎
- 浜松市産業部産業振興課計量検査所
- 浜松市立青少年の家
- 社会福祉法人聖隷福祉事業団（聖隷浜松病院、聖隷健康診断センター）
- JAとぴあ浜松住吉支店
- マックスバリュエクスプレス浜松住吉店
- スギ薬局浜松住吉店
- セブン-イレブン浜松中央署南店
- ローソン浜松住吉二丁目店
- ファミリーマート（聖隷浜松病院店、浜松住吉店）
- apollostation住吉バイパス136SS（英和エネルギーが運営）

## 交通

### バス
- 遠鉄バス
  - 8富塚じゅんかん：（浜松駅 方面 - ）浜松学院大住吉 - 浜松学院大住吉西 - せいれい病院 - 聖隷健診センター（ - 富塚車庫・浜松駅 方面）
  - 50山の手医大線：（浜松駅 方面 - ）浜松学院高校 - せいれい病院入口 - 青少年の家入口 - 城北工高（ - 医科大学 方面）
  - 51泉高丘線、58和合西山線：（浜松駅 方面 - ）浜松学院大住吉 - 浜松学院大住吉西 - せいれい病院 - 聖隷健診センター - 住吉町（ - 姫街道車庫／西山 方面）

### 道路
- 国道152号（飛龍街道）
- 国道257号（姫街道）
- 静岡県道321号和地山曳馬停車場線
- 浜松市道中野町三方原線（住吉バイパス）
- 浜松市道高林茄子1号線（浄護坂）

## その他

### 警察
警察の管轄区域は以下の通りである。
| 番・番地等 | 警察署         | 交番・駐在所 |
| ---------- | -------------- | ------------ |
| 全域       | 浜松中央警察署 | 北部交番     |

### 消防
消防の管轄区域は以下の通りである。
| 番・番地等 | 消防署   | 本署/出張所 |
| ---------- | -------- | ----------- |
| 全域       | 中消防署 | 高台出張所  |

### 書籍
1. ↑  『わが町文化誌 台地と水と輝き』浜松市高台公民館、1999年1月15日、17-19頁。
2. ↑  『わが町文化誌 台地と水と輝き』浜松市高台公民館、1999年1月15日、20頁。

### WEB
1. ↑  “h02_22.csv”.   総務省 (2022年2月10日). 2024年10月4日閲覧。
2. ↑  “chuouku_menseki.xlsx”.   浜松市 (2024年3月12日). 2024年10月4日閲覧。
3. ↑  “zissizennzi.pdf”.   浜松市 (2024年1月4日). 2024年6月18日閲覧。
4. ↑  “静岡県 浜松市中央区 住吉の郵便番号 - 日本郵便”.   日本郵便. 2025年2月15日閲覧。
5. ↑  “市外局番の一覧”.   総務省 (2022年3月1日). 2024年6月18日閲覧。
6. ↑  “事業所案内及び管轄地域（事務所3件、分室3件）”.   一般社団法人静岡県自動車会議所. 2024年6月18日閲覧。
7. ↑  “zissiitiran1.pdf”.   浜松市 (2024年1月4日). 2024年6月18日閲覧。
8. ↑  “zissizennzi.pdf” (PDF).   浜松市 (2024年1月4日). 2024年6月18日閲覧。
9. ↑  “交番｜静岡県警察”.   静岡県警察 (2024年1月1日). 2024年6月18日閲覧。
10. ↑  “消防署の町別管轄「す」／浜松市”.   浜松市 (2020年3月25日). 2024年6月18日閲覧。